# Вальтер Крастель
Вальтер Крастель (нім. Walter Krastel; 29 січня 1892, Дібург — 15 вересня 1966, Кіль) — німецький військово-морський діяч, віце-адмірал крігсмаріне.

## Біографія
1 квітня 1911 року вступив на флот. Пройшов підготовку на важкому крейсері «Вікторія Луїза» і в військово-морському училищі в Мюрвіку. Учасник Першої світової війни. Служив на лінійному кораблі «Імператриця», 30 листопада 1916 року переведений в підводний флот, командир підводного човна UB-96 (2 липня — 11 листопада 1918).
Після закінчення війни залишений на флоті. Служив на тральщиках, в випробувальному командуванні. З 1 листопада 1925 року — вахтовий офіцер на лінійному кораблі «Брауншвейг», з 4 жовтня 1927 по 23 березня 1929 року — на «Шлезвіг-Гольштейн». З 24 березня 1929 року — референт торпедних інспекції. З 1 жовтня 1930 року — навігаційний офіцер на лінійному крейсері «Сілезія». 24 вересня 1931 року переведений до відділу озброєнь Морського керівництва, з 1 жовтня 1934 року — начальник групи. 9 жовтня 1937 року призначений командиром легкого крейсера «Нюрнберг».
15 листопада 1938 року очолив загороджувальні училище. Одночасно займав пости 2-го керівника міноносців (3 серпня — 27 жовтня 1940), адмірала на Полярному узбережжі Норвегії (3 серпня — 27 жовтня 1941) і адмірала на Північному узбережжі Норвегії (30 квітня — 7 червня 1942). 7 вересня 1942 року призначений керівником управлінської групи загороджувальних сил в складі Управління озброєнь ОКМ. 1 квітня 1943 року переведений в 10-у, 1 травня 1943 року — в 20-у інспекцію озброєнь (1 червня 1943 року очолив останню). 8 травня 1945 року заарештований союзниками. 15 лютого 1948 року звільнений.

## Звання
- Кадет (1 квітня 1911)
- Фенріх-цур-зее (15 квітня 1912)
- Лейтенант-цур-зее (3 серпня 1914)
- Оберлейтенант-цур-зее (26 квітня 1917)
- Капітан-лейтенант (1 червня 1921)
- Корветтен-капітан (1 червня 1929)
- Фрегаттен-капітан (1 жовтня 1934)
- Капітан-цур-зее (1 жовтня 1936)
- Контр-адмірал (1 грудня 1940)
- Віце-адмірал (1 лютого 1943)

## Нагороди
- Залізний хрест
  - 2-го класу (19 травня 1916)
  - 1-го класу (16 червня 1918)
- Орден Церінгенського лева, лицарський хрест 2-го класу з мечами (21 грудня 1916) — за заслуги під час Ютландської битви.
- Нагрудний знак підводника (1918)
- Почесний хрест ветерана війни з мечами (30 листопада 1934)
- Медаль «За вислугу років у Вермахті» 4-го, 3-го, 2-го і 1-го класу (25 років; 2 жовтня 1936) — отримав 4 нагороди одночасно.
- Орден Заслуг (Угорщина), командорський хрест (20 серпня 1938)
- Медаль «У пам'ять 1 жовтня 1938» (20 грудня 1939)
- Застібка до Залізного хреста 2-го класу (жовтень 1941)
- Хрест Воєнних заслуг
  - 2-го класу з мечами
  - 1-го класу з мечами (20 квітня 1942)